# René Lunden
René baron Lunden (Brussel, 2 juni 1902 – Chichester, 3 april 1942) was een Belgisch kapitein-vlieger, burgerlijk mijningenieur, winnaar van steeplechase paardenrennen en wereldkampioen bobsleeën.

## Biografie
René Lunden erfde na de dood van zijn vader Léopold Lunden (1868-1921) in 1921 diens titel van baron en kasteel in Humbeek. Lunden studeerde mijnbouw aan de Katholieke Universiteit Leuven, maar deed nadien nooit wat met zijn studie. Hij diende een tijdje als diplomaat in Zuid-Amerika. In 1925 werd hij opgeroepen voor dienstplicht. Hij diende eerst bij de cavalerie, alvorens bij de luchtmacht te gaan.
Lunden nam namens België deel aan de Olympische Winterspelen 1936 in Garmisch-Partenkirchen. Hier werd hij in zowel de tweemans- als de  viermansbob achtste. Lunden won in 1939 samen met Jean Coops in de tweemansbob de gouden medaille bij de Wereldkampioenschappen bobsleeën in St. Moritz. Daarmee zijn zij de enige Belgische bobsleeërs die goud wonnen bij de  wereldkampioenschappen.
Toen in 1940 het Duitse leger België binnenviel, moest Lunden met zijn regiment naar Frankrijk vluchten. Van daaruit vluchtte hij door naar Engeland, waar hij bij de Royal Air Force ging. Hij was toen al te oud om als piloot te mogen dienen, en werd daarom ingezet als navigator. In 1942, toen Lunden terugkeerde van een missie boven Frankrijk, stortte zijn Douglas Boston Mk III neer. Lunden werd naar een ziekenhuis in Chichester gebracht, waar hij aan zijn verwondingen stierf. Hij werd aanvankelijk begraven nabij Pirbright, maar in 1949 werd hij herbegraven in Humbeek. Zijn broer baron Guy Lunden (1904-1995) volgde hem op als kasteelheer van het 's Gravenkasteel.